# Terrorvision
Terrorvision es una banda de rock inglesa. Se formaron en 1987 (llamándose The Spoilt Bratz) en Keighley, se separaron en 2001, se reunieron en el 2005, 2007 y luego en el 2009 para celebrar los 20 años de su disco How to Make Friends and Influence People, Después de 10 años de su último disco, el 24 de febrero de 2011 sacaran su nueva producción Super Deluxe. 

## Carrera
El relanzamiento de su segundo sencillo, "My House" (del álbum Formaldehyde), en diciembre de 1993 llevó a Terrorvision al UK singles chart y precedió meses antes el lanzamiento de su segundo y más exitoso álbum How to Make Friends and Influence People en abril de 1994. El sencillo principal de este álbum fue "Oblivion", canción que ha sonado en algunos spots publicitarios. A destacar que todos sus singles entraron en el Top 40 del Reino Unido culminando su explosión con el lanzamiento de "Tequila", que llegó al número 2.
La recopilación de vídeos: Fired Up and Lairy, fue lanzada en abril de 1995, e incluyó también la formación de cada uno de los vídeos. Su tercer álbum, Regular Urban Survivors, lanzado en marzo de 1996, incluyó 4 singles; "Perseverance", "Celebrity Hit List", "Bad Actress" and "Easy". El vocalista Tony Wright, que tenía un gran sentido del humor, fue contratado para presentar un show musical en la BBC TV llamado: "Top of the Pops" en una ocasión, e hizo una increíble aparición en el quiz musical "Never Mind the Buzzcocks".
El cuarto álbum de la banda, Shaving Peaches, apareció en octubre de 1998. Incorporó el trabajo de diferentes e importantes productores, y muchas canciones tenían un tono más suave de lo antes visto en la banda. El primer sencillo, "Josephine", fue bien recibido los meses anteriores, pero fue Mint Royale un remix de "Tequila" el que les llevó a su mayor hit, llegando al número 2 en el UK charts en enero de 1999.
Terrorvision dejóEMI y firmó por una pequeña discográfica, Papillon y sacó su quinto álbum de estudio, Good to Go, en 2001. No tuvieron mucha suerte con este álbum.
EMI lanzó Whales and Dolphins, una colección de grandes éxitos en 2001, la banda se separó.

## Miembros de la banda
- Tony Wright – Vocalista - nacido el 6 de mayo de 1968, Bradford.
- "Shutty" – Batería (instrumento) - nacido con el nombre David Ian Shuttleworth el 20 de marzo de 1967 - 2010.
- Mark Yates – Guitarrista - nacido el 4 de abril de 1968, Bradford.
- Leigh Marklew – bajo - nacido el 10 de agosto de 1968, Bradford.
- Josephine Ellul – teclado (1999-2001) - nacido el 31 de julio de 1978.
- Danny Lambert – bajo (2007) - nacido el 24 de marzo de 1983.
- Milly Evans – teclado/bajo/trompeta/vocalista (2005-presente) - nacido el 31 de agosto de 1980.
- Cam Greenwood - Batería (instrumento) (2010-presente)

## Discografía

### Álbumes de estudio
| Título                                   | Fecha de lanzamiento | Sello discográfico             | Puesto en el ranking de álbumes en R.U. |
| ---------------------------------------- | -------------------- | ------------------------------ | --------------------------------------- |
| Formaldehyde                             | 1992                 | EMI                            | 75                                      |
| How to Make Friends and Influence People | 1994                 | EMI / Total Vegas              | 18                                      |
| Regular Urban Survivors                  | 1996                 | EMI / Total Vegas              | 8                                       |
| Shaving Peaches                          | 1998                 | EMI / Total Vegas              | 34                                      |
| Good to Go                               | 2001                 | Papillon Records / Total Vegas | 48                                      |
| Super Delux                              | 2011                 | Townsend Records               | -                                       |

### Álbumes recopilatorios
| Título                                    | Fecha de lanzamiento | Sello discográfico | Puesto en el ranking de álbumes en R.U. | Notas                     |
| ----------------------------------------- | -------------------- | ------------------ | --------------------------------------- | ------------------------- |
| Live at Don Valley Stadium                | 1994                 |                    | -                                       | Rare live promo album     |
| Whales and Dolphins                       | 2001                 | EMI                | 78                                      | Greatest hits compilation |
| The Essential Terrorvision                | 2002                 | EMI Gold           | -                                       | Compilation               |
| Take The Money And Run: The Final Concert | 2003                 | Recall             | -                                       | Live album                |
| B Sides And Rarities                      | 2005                 | EMI                | -                                       | Compilation               |
| For One Night Only - Live                 | 2005                 | Secret             | -                                       | Live album                |

### Singles
| Títulos                       | Año  | Puesto en las listas | Puesto en las listas | Álbum                                    |
| Títulos                       | Año  | U.K. Singles         | Irish Singles        | Álbum                                    |
| ----------------------------- | ---- | -------------------- | -------------------- | ---------------------------------------- |
| "American TV"                 | 1993 | 63                   | -                    | Formaldehyde                             |
| "New Policy One"              | 1993 | 42                   | -                    | Formaldehyde                             |
| "My House"                    | 1994 | 29                   | -                    | How to Make Friends and Influence People |
| "Oblivion"                    | 1994 | 21                   | -                    | How to Make Friends and Influence People |
| "Middle Man"                  | 1994 | 25                   | -                    | How to Make Friends and Influence People |
| "Pretend Best Friend"         | 1994 | 25                   | -                    | How to Make Friends and Influence People |
| "Alice What's The Matter?"    | 1994 | 24                   | -                    | How to Make Friends and Influence People |
| "Some People Say"             | 1995 | 22                   | -                    | How to Make Friends and Influence People |
| "Perseverance"                | 1996 | 5                    | -                    | Regular Urban Survivors                  |
| "Celebrity Hit List"          | 1996 | 20                   | -                    | Regular Urban Survivors                  |
| "Bad Actress"                 | 1996 | 10                   | -                    | Regular Urban Survivors                  |
| "Easy"                        | 1996 | 12                   | -                    | Regular Urban Survivors                  |
| "Josephine"                   | 1998 | 23                   | -                    | Shaving Peaches                          |
| "Tequilla (Mint Royale Shot)" | 1999 | 2                    | 20                   | Shaving Peaches                          |
| "III Wishes"                  | 1999 | 42                   | -                    | Shaving Peaches                          |
| "D'Ya Wanna Go Faster"        | 2001 | 28                   | -                    | Good to Go                               |

### Temas extras
- Thrive (1992)
- Problem Solved (1993)